# 克萊默丘陵 (加利福尼亞州)
克萊默丘陵（英語：Kramer Hills）是位於美國加利福尼亞州聖貝納迪諾縣的一個非建制地區。該地的面積和人口皆未知。

## 地理
克萊默丘陵的座標為34°55′15″N 117°28′07″W / 34.92083°N 117.46861°W，而該地的平均海拔高度為835米（即2739英尺）。